# هالي لو ريتشاردسون
هالي لو ريتشاردسون (بالإنجليزية: Haley Lu Richardson)‏ هي راقصة وممثلة أمريكية، ولدت في 7 مارس 1995 بفينيكس في الولايات المتحدة.

## أعمال

### أفلام
- (2016) عتبة السابعة عشر[4]
- (2017) انقسام[5][6]
- (2018) العملية الأخيرة[7]
- (2019) على بعد خمسة أقدام

## وصلات خارجية
- هالي لو ريتشاردسون على موقع IMDb (الإنجليزية)
- هالي لو ريتشاردسون على موقع روتن توميتوز (الإنجليزية)
- هالي لو ريتشاردسون على موقع ألو سيني (الفرنسية)
- هالي لو ريتشاردسون على موقع أول موفي (الإنجليزية)
- هالي لو ريتشاردسون على موقع قاعدة بيانات الفيلم (الإنجليزية)
- هالي لو ريتشاردسون على موقع كينوبويسك (الروسية)